# 马格里 (奥德省)
马格里（法語：Magrie，法語發音：[maɡʁi] ⓘ）是法国奥德省的一个市镇，属于利穆区。

## 地理
马格里（43°1'42"N, 2°12'0"E）面积9.95 平方千米，位于法国奧克西塔尼大區奥德省，该省份为法国南部沿海省份，北起塔恩省，西北接上加龙省，西接阿列日省，南至东比利牛斯省，东临地中海，东北与埃罗省接壤。
与马格里接壤的市镇（或旧市镇、城区）包括：阿莱特莱班、库尔纳内勒、拉迪涅达瓦勒、利穆、图雷耶、罗克塔亚德和科尼亚克。

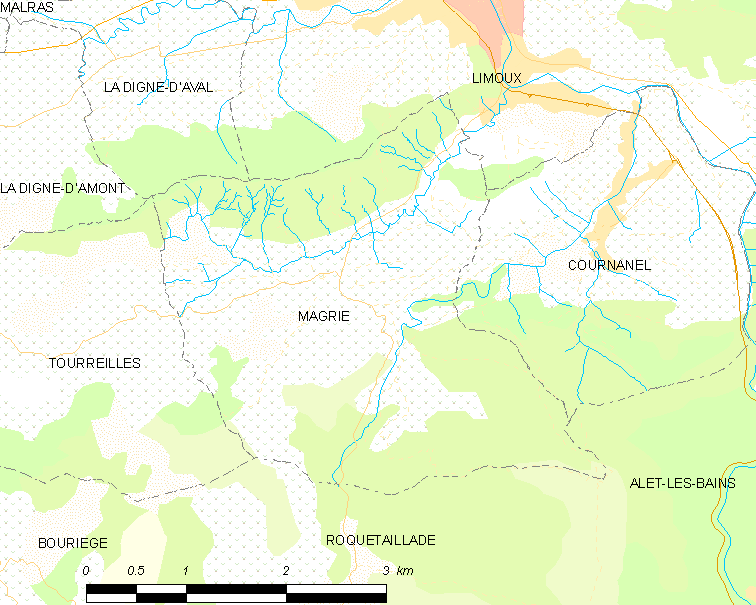
的OSM定位图

马格里的时区为UTC+01:00、UTC+02:00（夏令时）。

## 行政
马格里的邮政编码为11300，INSEE市镇编码为11211。

## 政治
马格里所属的省级选区为利穆地区县。

## 人口

1962-2008年间人口变化图示

马格里于2022年1月1日时的人口数量为543人。